# Pedro Justo Berrío
Pedro Justo Berrío Rojas (Santa Rosa de Osos, 28 de mayo de 1827-Medellín, 14 de febrero de 1875) fue un abogado, militar, educador, catedrático, comerciante y político colombiano, miembro del Partido Conservador Colombiano.
Fue presidente (gobernador) del Estado Soberano de Antioquia de 1864 a 1873, siendo reelegido por dos períodos consecutivos. Su gestión incluyó mantener al estado federado en paz con sus vecinos, pese a las inclinaciones conservadoras abiertamente contrarias con las del gobierno estatal, además de la puesta en marcha de varias obras públicas importantes como el Banco de Antioquia y numerosos colegios estatales y centros de educación superior.
Como militante del Conservatismo, Berrío se presentó como candidato a la presidencia de Colombia en dos ocasiones primero en 1866 y luego en 1868, siendo derrotado en ambas elecciones por los liberales.

## Biografía
Pedro Justo Berrío nació en 1827 en el seno de la familia de comerciantes. A raíz de ello pudo estudiar filosofía, teología, cánones y principios de jurisprudencia en el seminario San Fernando, en Santa Fe de Antioquia. En 1851 se graduó como abogado en Bogotá, ciudad en la cual presenció el proceso de formación de los partidos liberal y conservador, adhiriéndose a los principios de este último. Cuando regresó a su pueblo ejerció de forense, abogado, comerciante y maestro en el colegio Francisco Antonio Zea.
Fue también diputado de la Cámara Provincial de Antioquia desde 1852 y en varios períodos, hasta que en 1854 Mariano Ospina Rodríguez lo nombró prefecto del Departamento del Norte para que encabezara la resistencia contra la dictadura de José María Melo; durante esta gestión organizó un batallón que peleó con el legendario batallón Salamina, y ganó la batalla de Bosa en 1854, liquidando así el conflicto en Antioquia contra Melo.
Tras esto fue magistrado del Tribunal Superior de la provincia de Medellín ese mismo año, y en 1856 fue constituyente en la legislatura, luego de la reintegración de la provincia de Antioquia, que hasta ese año estuvo dividida en las provincias de Santa Fe, Córdova y Medellín.
En estas sesiones puso en evidencia su espíritu pragmático, igualmente defendió la regularización del cobro de las cuantiosas contribuciones que proponían los liberales radicales. Durante la guerra civil desencadenada por Tomás Cipriano de Mosquera contra el presidente conservador Mariano Ospina Rodríguez, quien gozaba de un amplio apoyo en el Estado Soberano de Antioquia, Berrío organizó un batallón que condujo hasta Manizales para detener al caudillo caucano; aunque fue vencido, se opuso a la expulsión impuesta por Mosquera, de tal manera que fortaleció la resistencia contra este y dirigió a los conservadores en los combates de Amalfi, Anorí, San Bartolo y Carolina; a pesar de sus esfuerzos, Antioquia eventualmente tendría control político por parte de los liberales.
Fue Senador de los Estados Unidos de Colombia por Antioquia entre 1860 y 1861.

### Presidente del Estado Soberano de Antioquia (1864-1873)

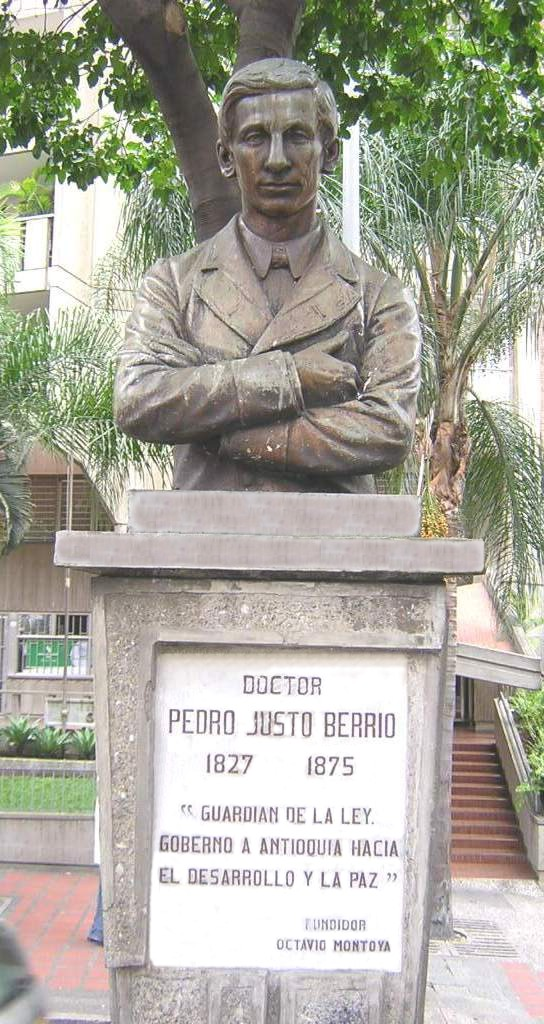
Busto de Pedro Justo Berrio, ubicado en la Avenida La Playa de Medellín, Colombia.

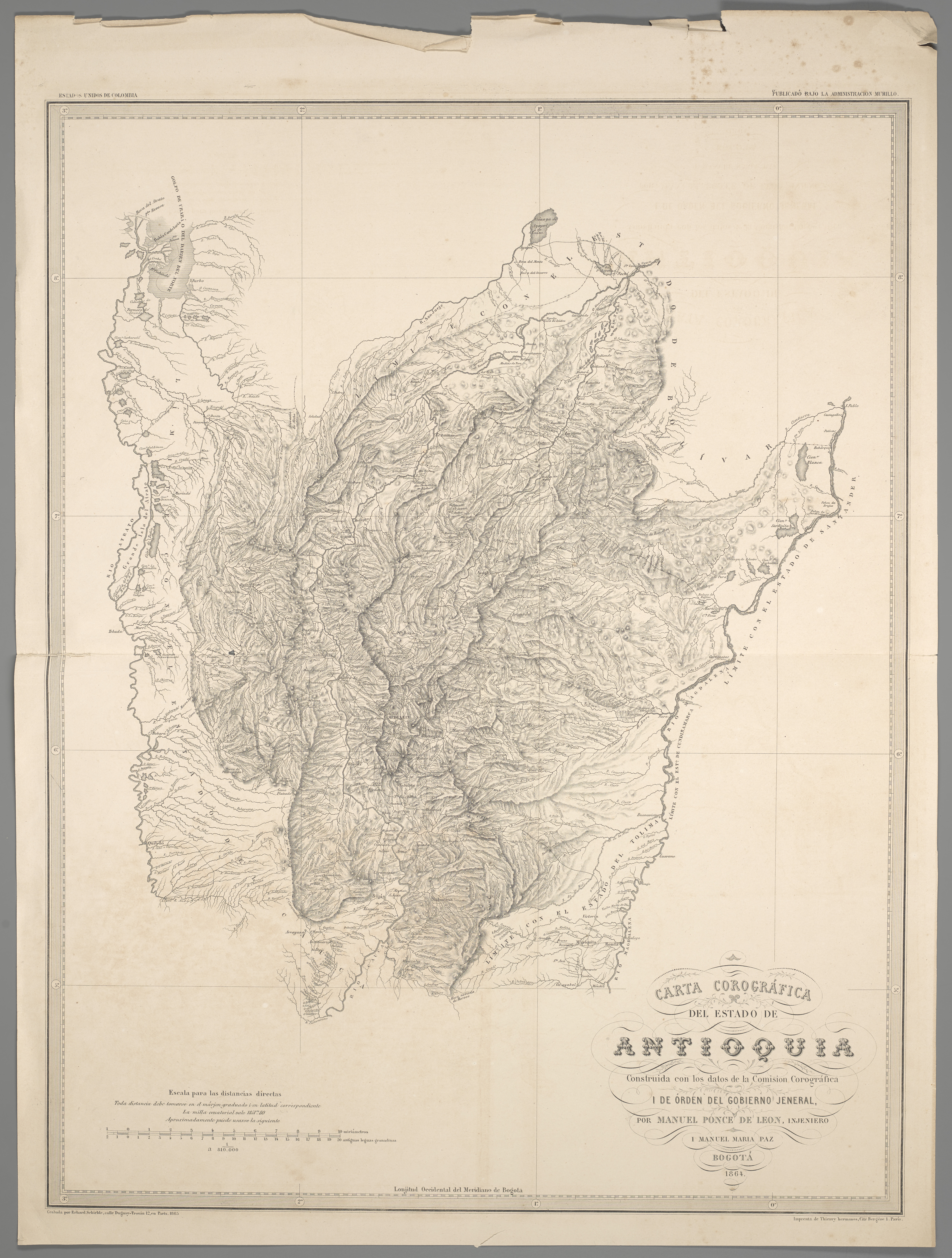
El Estado Soberano de Antioquia a mediados del.

Tras la expedición de la constitución liberal de Rionegro en 1863 se ahondó en el descontento político de Antioquia, la cual era conservadora, provocándose así una nueva guerra. Berrío entonces reorganizó las fuerzas para enfrentar al presidente del Estado Pascual Bravo, quien era de corte mosquerista; este fue vencido y muerto en Marinilla, en la batalla del Cascajo. Tras esto fue proclamado presidente en 1864, y luchó fuertemente para que el gobierno liberal de la Unión, a cargo de Manuel Murillo Toro, reconociera al conservador de Antioquia.
En 1865 Berrío fue el único candidato a la gobernación del Estado para el período de cuatro años establecido en la Constitución seccional, dictada luego del triunfo de 1864 en Marinilla. Berrío atacó la constitución del 63 dando garantías a la Iglesia, y sostuvo una oposición armada al cuarto mandato de Mosquera (1866-1868) con un ejército de seis mil hombres, con el cual marchó a Bogotá para unirse a las tropas liberales y conservadoras de los demás estados, opositoras al régimen, que lograron vencer en 1867.
Fue reelegido en 1869 por la legislatura de Antioquia. Poco a poco logró que Antioquia se mantuviera aislada del caótico clima político de la región, eludiendo las guerras promovidas por sus vecinos liberales (Bolívar, Cauca y Tolima) y ganando respeto con el mantenimiento de unas buenas reservas de armamento.
A raíz de este alejamiento, pudo desarrollar así su programa de escuelas y caminos, que abarcó el establecimiento de la imprenta y la Biblioteca del Estado, el tendido del primer telégrafo, la creación de la Escuela de Artes y Oficios, la Escuela Normal de Institutores, los colegios públicos de Rionegro y Marinilla, doce colegios privados y más de 300 escuelas gratuitas de primaria, las sociedades de fomento (en agricultura, beneficencia, comercio, instrucción pública y salubridad) en casi todos los distritos de Antioquia, la organización de la policía, la administración del servicio de salud por el Estado, el impulso a la colonización de baldíos y la ampliación de la red de caminos, factor que consideraba fundamental para el desarrollo económico.
Igualmente impulsó la construcción de un camino carreteable entre Medellín y el río Magdalena, pero contemplando su trazado como el de un futuro ferrocarril. Para ello Berrío promovió la venida del ingeniero cubano Francisco Javier Cisneros con el objetivo de lograr este propósito, en el cual lo secundaría el gobernador Recaredo de Villa, quien hizo la contratación en 1874.
Berrío en 1871 lideró la creación del Banco de Antioquia, una institución que cumplía funciones de banco emisor. Dada la imposibilidad de una nueva reelección de acuerdo con la constitución, se encargó entonces de la rectoría de la Universidad de Antioquia, entidad a la que se dio un nuevo plan de estudios y autonomía, dotándola de jardín botánico, biblioteca e imprenta propia, varias facultades y una escuela de minas. En la misma universidad, además, Berrío fue profesor de derecho constitucional y administrativo, diplomacia y urbanidad.
Murió en 1875, debido a complicaciones de salud tras la muerte de su esposa el 12 de agosto de 1874. Se colocaron sobre sus despojos un bastón símbolo de su rectitud, una bandera como símbolo de amor a la patria y la libertad, una espada como insignia de su valor y un libro en testimonio mudo de su sabiduría y justicia, su tumba en tanto está adornada con un monumento esculpido por su coterráneo Marco Tobón Mejía.

## Familia
Fue hijo de Juliana Rojas Molina y Lorenzo Berrío Hernández. Su padre fue profesor, Alcalde de Santa Rosa de Osos y miembro de la Junta Separatista de Antioquia durante la Guerra de Independencia.
En 1858 se casó con Estefanía Díaz Tamayo, con quien tuvo seis hijos. Entre ellos destaca Pedro José Berrío Díaz (Erróneamente referido como Pedro Justo), que fue gobernador de Antioquia y ministro de Tesoro, Hacienda y Guerra de Colombia. De Berrío Díaz descienden los también políticos Pedro Justo Berrío González (Congresista) y Eduardo Berrío González (Ministro de Agricultura y Gobernador de Antioquia), así como la historiadora Mercedes Berrío González.
Otro de los hijos de Berrío Roja fue Germán Berrío Díaz, quien se desempeñó como Secretario de Gobierno y Gobernador Encargado de Antioquia en 1906.

## Legado
La plaza central de la ciudad de Medellín lleva su nombre. Esa plaza, el parque de Berrío, es sinónimo del corazón de Medellín. También, el principal puerto antioqueño sobre el río Magdalena en el límite oriental del departamento, se llama Puerto Berrío, ciudad que fuera la estación madre del Ferrocarril de Antioquia. La calle principal y un parque en Santa Rosa de Osos, su ciudad natal, son igualmente “de Berrío”, y algunas instituciones de Antioquia llevan este mismo nombre, como lo es el Instituto Salesiano Pedro Justo Berrio, una de las instituciones con más reconocimiento tanto a nivel local como nacional.
En general se puede decir que al promover la educación aumentando la cobertura de la misma, el mejoramiento de las instituciones y el envío de estudiantes prometedores, como el ingeniero José María Villa, a estudiar en el exterior para que luego volvieran a aplicar sus conocimientos. Junto con la realización de obras públicas y de transporte como el inicio del Ferrocarril de Antioquia, le imprimió a la región un impulso en su desarrollo que aún se siente en el siglo XXI.